# Escrime aux Jeux asiatiques de 2014
Pour un article plus général, voir Jeux asiatiques de 2014.
Navigation
2010 2018
Les épreuves d'escrime des Jeux asiatiques de 2014 se déroulent du 20 au 25 septembre 2014 au gymnase Goyang, à Goyang, en Corée du Sud. 12 titres sont attribués, deux pour chaque arme. La Corée du Sud, nation hôte, est le pays le plus médaillé avec dix-sept médailles, suivie par la Chine (douze médailles) et le Japon (cinq médailles).

## Calendrier
|                     |                     |                     | 2      | 2      | 2      | 2      | 2      | 2      |
| Épée individuelle   | Épée individuelle   | Épée individuelle   | Hommes |        | Femmes |        |        |        |
| Fleuret individuel  | Fleuret individuel  | Fleuret individuel  |        | Femmes | Hommes |        |        |        |
| Sabre individuel    | Sabre individuel    | Sabre individuel    | Femmes | Hommes |        |        |        |        |
| Épée par équipes    | Épée par équipes    | Épée par équipes    |        |        |        | Hommes |        | Femmes |
| Fleuret par équipes | Fleuret par équipes | Fleuret par équipes |        |        |        |        | Femmes | Hommes |
| Sabre par équipes   | Sabre par équipes   | Sabre par équipes   |        |        |        | Femmes | Hommes |        |

|  | Jour de finale |

## Nations participantes
Lors de ces Jeux, 239 athlètes venus de 26 nations prennent part aux différentes épreuves.
| - Arabie saoudite (12) - Bangladesh (1) - Brunei (1) - Chine (24) - Corée du Sud (24) - Émirats arabes unis (2) - Hong Kong (24) | - Indonésie (3) - Iran (9) - Japon (20) - Kazakhstan (16) - Kirghizistan (4) - Koweït (12) | - Liban (2) - Macao (8) - Mongolie (6) - Népal (4) - Ouzbékistan (6) - Palestine (2) | - Philippines (2) - Qatar (19) - Singapour (16) - Taipei chinois (4) - Thaïlande (6) - Viêt Nam (12) - Yémen (1) |

## Résultats

### Podiums masculins
| Épreuves            | Or                                                                               | Argent                                                                 | Bronze |
| ------------------- | -------------------------------------------------------------------------------- | ---------------------------------------------------------------------- | --- |
| Épée individuel     | Jung Jin-sun                                                                     | Park Kyoung-doo                                                        | Nguyễn Tiến Nhật Lim Wei Wen |
| Épée par équipes    | Corée du Sud- Jung Jin-sun - Kweon Young-jun - Park Kyoung-doo - Park Sang-young | Japon- Kazuyasu Minobe - Masaru Yamada - Keisuke Sakamoto              | Viêt Nam- Nguyễn Tiến Nhật - Nguyễn Phước Đến - Phạm Hùng Dương - Trương Trần Nhật Minh Kazakhstan- Dmitriy Aleksanin - Elmir Alimzhanov - Ruslan Kurbanov - Dmitriy Gryaznov |
| Fleuret individuel  | Ma Jianfei                                                                       | Heo Jun                                                                | Chen Haiwei Yūki Ōta |
| Fleuret par équipes | Japon- Kenta Chida - Yūki Ōta - Daiki Fujino - Ryo Mikaye                        | Chine- Chen Haiwei - Lei Sheng - Li Chen - Ma Jianfei                  | Hong Kong- Cheung Ka Long - Nicholas Choi - Cheung Siu Lun - Yeung Chi Ka Corée du Sud- Heo Jun - Kim Hyo-gon - Kim Min-kyu - Son Young-ki                                    |
| Sabre individuel    | Gu Bon-gil                                                                       | Kim Jung-hwan                                                          | Lam Hin Chung Sun Wei |
| Sabre par équipes   | Corée du Sud- Gu Bon-gil - Oh Eun-seok - Kim Jung-hwan - Won Woo-young           | Iran- Mojtaba Abedini - Farzad Baher - Ali Pakdaman - Mohammad Rahbari | Hong Kong- Cyrus Chang - Lam Hin Chung - Yan Hon Pan - Low Ho Tin Chine- Fang Xin - Sun Wei - Xu Yingming - Tan Sheng                                                         |

### Podiums féminins
| Épreuves            | Or                                                                 | Argent                                                                    | Bronze |
| ------------------- | ------------------------------------------------------------------ | ------------------------------------------------------------------------- | --- |
| Épée individuel     | Sun Yujie                                                          | Shin A-lam                                                                | Choi In-jeong Vivian Kong |
| Épée par équipes    | Chine- Hao Jialu - Sun Yiwen - Sun Yujie - Xu Anqi                 | Corée du Sud- Choi In-jeong - Choi Eun-sook - Kim Myoung-sun - Shin A-lam | Japon- Rie Ohashi - Ayaka Shimookawa - Ayumi Yamada Hong Kong- Moonie Chu - Yeung Chui Ling - Vivian Kong - Coco Lin                                |
| Fleuret individuel  | Jeon Hee-sook                                                      | Le Huilin                                                                 | Lin Po Heung Nam Hyun-hee |
| Fleuret par équipes | Corée du Sud- Oh Ha-na - Kim Mi-na - Jeon Hee-sook - Nam Hyun-hee  | Chine- Chen Bingbing - Le Huilin - Liu Yongshi - Wang Chen                | Japon- Karin Miyawaki - Shiho Nishioka - Haruka Yanaoka Hong Kong- Cheng Hiu Lam - Kimberley Cheung - Lin Po Heung - Liu Yan Wai                    |
| Sabre individuel    | Lee Ra-jin                                                         | Kim Ji-yeon                                                               | Li Fei Shen Chen |
| Sabre par équipes   | Corée du Sud- Lee Ra-jin - Hwang Seon-a - Kim Ji-yeon - Yoon Ji-su | Chine- Li Fei - Qian Jiarui - Shen Chen - Yu Xinting                      | Hong Kong- Au Sin Ying - Karen Chang - Jenny Ho - Lam Hin Wai Kazakhstan- Diana Pamansha - Tamara Pochekutova - Tatyana Prikhodko - Yuliya Zhivitsa |

## Tableau des médailles
| Rang  | Nation       | Or | Argent | Bronze | Total |
| ----- | ------------ | -- | ------ | ------ | ----- |
| 1     | Corée du Sud | 8  | 6      | 3      | 17    |
| 2     | Chine        | 3  | 4      | 5      | 12    |
| 3     | Japon        | 1  | 1      | 3      | 5     |
| 4     | Iran         | 0  | 1      | 0      | 1     |
| 5     | Hong Kong    | 0  | 0      | 8      | 8     |
| 6     | Kazakhstan   | 0  | 0      | 2      | 2     |
| 6     | Viêt Nam     | 0  | 0      | 2      | 2     |
| 8     | Singapour    | 0  | 0      | 1      | 1     |
| Total | Total        | 12 | 12     | 24     | 48    |